# بوگدانویتسا
بوگدانویتسا (به صربی: Bogdanovica) یک روستا در صربستان است که در Ub Municipality واقع شده‌است.
 بوگدانویتسا ۳٫۴۹ کیلومتر مربع مساحت و ۳۰۶ نفر جمعیت دارد و ۹۲ متر بالاتر از سطح دریا واقع شده‌است.